# 秦靜公
秦靜公（？—前718年），嬴姓，《史记·卷五·秦本纪》作秦竫公，春秋时期时期秦国太子。秦文公之子，未继位便去世。

## 生平
秦静公为秦文公之子，生前被立为太子。前718年，秦静公去世，未能继位，秦静公长子秦宪公被立为太子。